# Trebušovce
Trebušovce, ungarisch Terbegec (bis 1927 slowakisch „Terbušovce“) ist eine Gemeinde im Süden der Slowakei mit 157 Einwohnern (Stand 31. Dezember 2024). Sie gehört zum Okres Veľký Krtíš, einem Kreis des Banskobystrický kraj.

## Geographie
Die Gemeinde befindet sich im Talkessel Ipeľská kotlina, einem Teil der größeren Einheit Juhoslovenská kotlina, am Bach Studienka im Einzugsgebiet des Ipeľ. Das Ortszentrum liegt auf einer Höhe von 170 m n.m. und ist 22 Kilometer von Veľký Krtíš entfernt.
Nachbargemeinden sind Kamenné Kosihy im Norden, Seľany, Nenince und Opatovská Nová Ves im Osten, Lesenice im Osten, Chrastince im Südosten, Malá Čalomija und Veľká Čalomija im Süden, Kosihy nad Ipľom im Südwesten und Dolinka im Westen.

## Geschichte
Trebušovce wurde zum ersten Mal 1247 als Trebogoch schriftlich erwähnt und lag damals im Herrschaftsgebiet der Burg Hont und wurde im 14. Jahrhundert Besitz der örtlichen landadligen Familie Terbegeci. Später gehörten die Ortsgüter unter anderem den Familien Dubravitzky, Bakó, Pongrácz, Lónyai, Okolicsányi, Plachy und Vajda. 1715 gab es zwei Haushalte, 1828 zählte man 49 Häuser und 299 Einwohner.
Bis 1918/1919 gehörte der im Komitat Hont liegende Ort zum Königreich Ungarn und kam danach zur Tschechoslowakei beziehungsweise heute Slowakei. Auf Grund des Ersten Wiener Schiedsspruchs lag er von 1938 bis 1944 noch einmal in Ungarn.

## Bevölkerung
| Jahr                | 1994 | 2004    | 2014    | 2024     |
| ------------------- | ---- | ------- | ------- | -------- |
| Anzahl der Personen | 223  | 205     | 195     | 157      |
| Unterschied         |      | −8,07 % | −4,87 % | −19,48 % |

| Jahr                | 2023 | 2024    |
| ------------------- | ---- | ------- |
| Anzahl der Personen | 159  | 157     |
| Unterschied         |      | −1,25 % |

Gemäß der Volkszählung 2011 wohnten in Trebušovce 201 Einwohner, davon 144 Magyaren, 48 Slowaken und ein Mährer. Acht Einwohner machten keine Angabe zur Ethnie. 
186 Einwohner bekannten sich zur Römisch-katholischen Kirche und drei Einwohner zur Evangelischen Kirche A. B. Zwei Einwohner waren konfessionslos und bei neun Einwohnern wurde die Konfession nicht ermittelt.

## Bauwerke
- römisch-katholische Ladislauskirche im klassizistischen Stil aus dem Jahr 1791[6]
- evangelische Kirche

## Söhne und Töchter der Gemeinde
- Ernő Gerő (1898–1980), ungarischer Politiker und kurzzeitig Parteichef der Partei der Ungarischen Werktätigen